# Hermann Menge

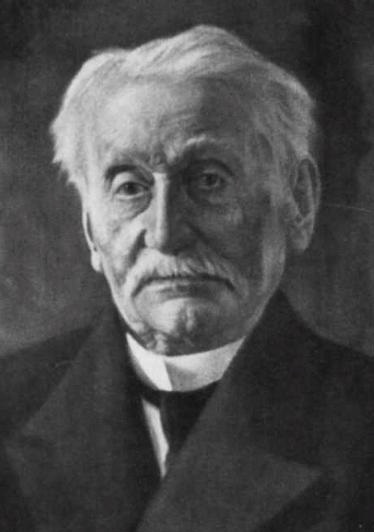
Hermann Menge

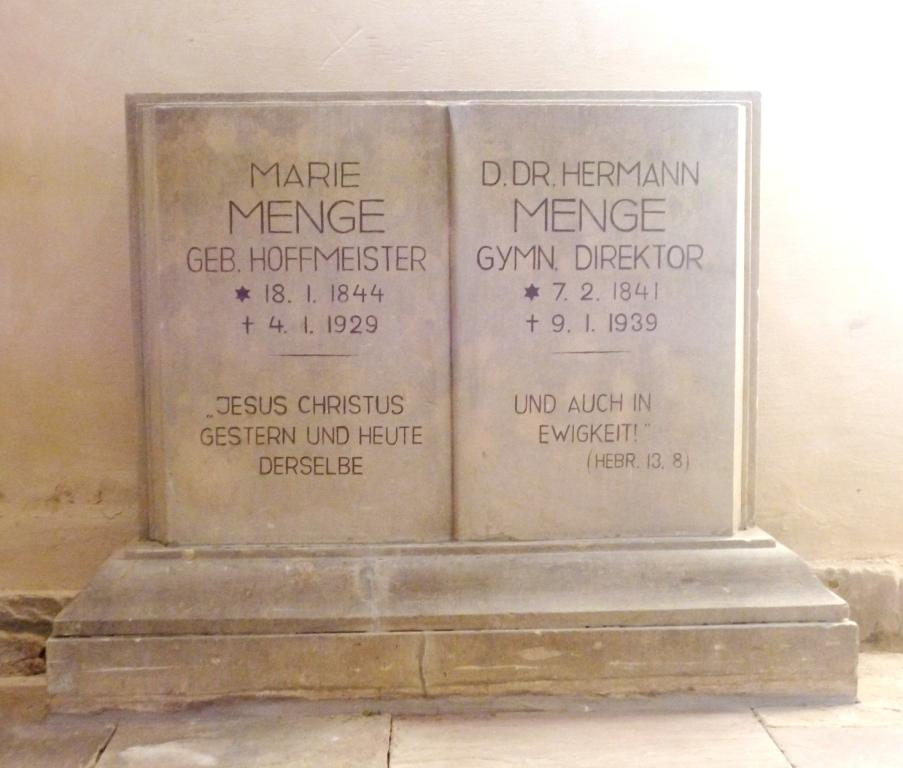
Gedenkstein in der Frankenberger Kirche in Goslar

Hermann August Menge (* 7. Februar 1841 in Seesen; † 9. Januar 1939 in Goslar) war ein deutscher Altphilologe, Pädagoge und Verfasser einer nach ihm benannten Bibelübersetzung, der sogenannten Menge-Bibel.

## Leben
Hermann Menge wurde am 7. Februar 1841 in Seesen im Harz als sechstes Kind eines Registrators am Amtsgericht Seesen geboren. Als Kind war Menge oft krank und seine schulischen Leistungen ließen zu wünschen übrig. Nach dem Besuch der Seesener Bürgerschule wechselte er 1851 auf die Jacobsonschule, wo er ohne Erfolg Unterricht in Griechisch und Latein erhielt. Gefördert durch seine Eltern, denen Bildung ein sehr hohes Gut war, traten langsam Menges gutes Gedächtnis und durch Nachhilfe auch allmählich sein sprachliches Talent zu Tage.
Schließlich konnte Hermann Menge von 1860 bis 1864 an der Georg-August-Universität Göttingen Klassische Philologie und Geschichte studieren, wo er im Wintersemester 1860/61 Mitglied der Progreß-Burschenschaft Hercynia, der späteren Schwarzburgbund-Verbindung Hercynia Heidelberg wurde. Bereits 1863 wurde er mit einer Untersuchung zum Gebrauch der Präpositionen bei Aischylos unter dem Titel „De praepositionum usu apud Aeschylum“ zum Dr. phil. promoviert. 1864 legte er das Staatsexamen ab.
In den Folgejahren unterrichtete er an Gymnasien in Helmstedt (ab 1864) und Holzminden (ab 1866). Zunächst wurden ihm, gegen seinen Wunsch, die Fächer Religion und Hebräisch übertragen, obwohl er über Letzteres „selbst nichts Ordentliches“ wusste, wie er seinen Schülern gegenüber einräumte. Folglich lernte er die hebräische Sprache gemeinsam mit seinen Schülern; allerdings sagte man ihm bemerkenswerte pädagogische Fähigkeiten nach. Diese schlugen sich auch in verschiedenen von Menge verfassten Lehr- und auch Wörterbüchern für Griechisch und Latein nieder (s. u.). 1875 erhielt er einen Ruf an das städtische Gymnasium in Sangerhausen, wo er vom folgenden Jahr an tätig war. In dieser Zeit wurde ihm vom preußischen Unterrichtsministerium für seine wissenschaftlichen und pädagogischen Leistungen der Titel eines Professors verliehen. 1887 übernahm Menge die Stelle des kurz zuvor verstorbenen Schulleiters, nachdem er ihn krankheitshalber bereits zuvor anderthalb Jahre lang vertreten hatte. Obwohl Menge als erfolgreicher Schulleiter galt, zwang der preußische Staat ihn 1894 zu einem weiteren Wechsel, diesmal nach Wittstock, wo er bis zu seiner Pensionierung die Stelle des Direktors des örtlichen Gymnasiums bekleidete.
Am 8. Oktober 1867, während seiner Zeit in Holzminden, heiratete Hermann Menge die halbverwaiste Gutsbesitzerstochter Marie Hoffmeister. Das Paar bekam fünf Kinder.
Gesundheitliche Probleme und Streitigkeiten mit dem Kollegium ließen Hermann Menge im Jahre 1900 um die Versetzung in den vorzeitigen Ruhestand nachsuchen. Um diese Zeit wurde Menge nach eigenem Bekunden erstmals bewusst, dass er während seines ganzen bisherigen Lebens noch nie einen anderen als einen rein auf Äußerlichkeiten beschränkten Bezug zum Christentum gehabt hatte. Er bezeichnete sich selbst als ein mit einem „Firnis des Christentums“ versehenes „Weltkind“, dem das Wesen des Christentums völlig fremd war. Diese schmerzliche und für ihn beschämende Erkenntnis führte dazu, dass er Gott gelobte, sein Leben völlig neu auszurichten und sich nunmehr mit aller Kraft dem Studium der Bibel zu widmen. Hieraus erwuchs schließlich seine fast 40-jährige Arbeit an einer Neuübersetzung der Bibel. Am 9. Januar 1939 starb er im Alter von 97 Jahren in Goslar.

## Die Menge-Bibel
Im Ruhestand beschäftigte sich Menge intensiv mit der Bibel und ihren Übersetzungen. Seine eigene Übersetzung des Neuen Testaments in modernes Deutsch erschien im Mai 1909. Die folgenden zwölf Jahre widmete er sich einer zunächst privaten Übersetzung des Alten Testaments. Die Württembergische Bibelanstalt bewog ihn jedoch, auch diesen Teil zu veröffentlichen, und brachte die Menge-Bibel erstmals 1926 auf den Markt. Für seine Verdienste um die Bibelübersetzung wurde ihm von der Theologischen Fakultät der Universität Münster zwei Jahre später ein Ehrendoktortitel verliehen. Menge revidierte seinen Text bis kurz vor seinem Tod immer wieder.
Die Kriterien, die ihn bei seinen Übersetzungen leiteten, stellte er selbst so dar:

„Ich habe … mich daher überall bemüht, mit philologischer Genauigkeit, an die ich während meiner langjährigen Amtstätigkeit sowie infolge meiner schriftstellerischen Arbeiten gewöhnt war, die Übersetzung im engen Anschluß an den biblischen Urtext so treu wie möglich zu gestalten, d. h. nicht sowohl in ängstlicher Weise am Buchstaben zu kleben, als vielmehr sinngetreu zu übersetzen, ohne zu dem überlieferten etwas hinzuzutun noch etwas davon wegzulassen.
Sodann ist es mein ernstes Bestreben gewesen, meine Übertragung nicht nur in ein verständliches und klares, auch von Fremdwörtern möglichst gereinigtes Deutsch zu kleiden, sondern auch auf die Stimmung und Färbung jedes Buches und Abschnittes, ja jeder Stelle bedacht zu sein, um ebensowohl die unvergleichliche Einfalt und Natürlichkeit der geschichtlichen Stücke zum Ausdruck zu bringen, als auch den mannigfaltigen Stilformen der Psalmen und der Reden in den prophetischen und lehrhaften Büchern gerecht zu werden. Außerdem habe ich es mir angelegen sein lassen, das Erfassen des Sinnes durch reichlich angebrachte Überschriften zu erleichtern und die Übersichtlichkeit durch sorgfältige Gliederung der Teile zu fördern, was vornehmlich bei Reden und in Briefen, sowie in den poetischen, prophetischen und lehrhaften Stücken unzweifelhaft von hohem Werte ist.
Es gibt in der heiligen Schrift eine Anzahl von Stellen, deren Sinn sich nicht mit unzweifelhafter Sicherheit feststellen lässt, die deshalb von jeher verschiedene und gleichberechtigte Erklärungen gefunden haben. Derartige Stellen habe ich durchweg so behandelt, dass ich die Worte des Urtextes mit möglichster Genauigkeit wiedergegeben und dem Leser die Aufgabe überlassen habe, durch eigenes Nachdenken zur Ergründung des Sinnes zu gelangen und sich selbst ein Urteil zu bilden.“

Das Ergebnis ist ein philologisch geprägter, aber auch literarisch geschätzter Bibeltext. Zum Hinweis auf alternative Übersetzungsmöglichkeiten verwendete Menge teils Fußnoten, teils Klammerbemerkungen im laufenden Text. Zur Verdeutlichung der Gliederung benutzte er ein mehrstufiges System von Überschriften.
Leseprobe (Matthäus 18,23–24) aus der Version von 1940:
Darum ist das Himmelreich einem König vergleichbar, der mit seinen Knechten (Dienern oder Beamten) abrechnen wollte. Als er nun mit der Abrechnung begann, wurde ihm einer vorgeführt, der ihm zehntausend Talente**) schuldig war.
**) etwa 75 Millionen Mark, vgl. 25,15
Seit 2010 ist die Menge-Bibel nach dem deutschen Urheberrecht gemeinfrei. Der Verlag CLV brachte 2019 eine überarbeitete Fassung der Menge-Bibel heraus, die „Menge 2020“. Der Text wurde der veränderten deutschen Sprache angepasst. Erklärungen und alternative Übersetzungsmöglichkeiten wurden dabei in Fußnoten gesetzt, die auch deutlich erweitert wurden. Das Neue Testament basiert auf dem Novum Testamentum Graece von Nestle-Aland (28. Auflage 2012), das Alte Testament auf der Biblia Hebraica Stuttgartensia (5. Auflage 1997). Nach eigenen Angaben sind die Überarbeiter den Prinzipien Menges treu geblieben.

## Lehrbücher
Während seiner Zeit als Gymnasiallehrer verfasste Hermann Menge mehrere Lehrwerke sowie Wörterbücher zum Studium der alten Sprachen, die bis heute richtungsweisend sind. Seine Hand- und Schulwörterbücher für Latein und Griechisch bilden die Grundlage der von Otto Güthling überarbeiteten Großen Schulwörterbücher für beide Sprachen, die der Langenscheidt-Verlag noch heute verlegt und als Menge-Güthling geläufig sind.
Zu Standardwerken für die wissenschaftliche Ausbildung in der Klassischen Philologie wurden seine beiden Repetitorien der lateinischen und griechischen Syntax und Stilistik, mit denen Menge eine umfangreiche und differenzierte Sammlung und Beschreibung komplexer grammatikalischer Phänomene vorlegte.

### Das Repetitorium der lateinischen Syntax und Stilistik
1873 veröffentlichte Menge erstmals ein lateinisches Repetitorium auf Grundlage seiner Erfahrungen als Gymnasiallehrer. Zunächst nur für den Schulgebrauch gedacht, entwickelte sich das umfangreiche und auflagenstarke Werk, das zugleich Übungsbuch und Grammatik ist, schnell zu einem Lehrbuch für Oberschüler und Studenten gleichermaßen. Die letzte von Menge selbst publizierte Fassung war die 10. Auflage von 1914. Als problematische Mischung zwischen Schulbuch und wissenschaftlicher Darstellung der lateinischen Syntax ging diese an ihrem intendierten Zielpublikum zum Teil vorbei. Andreas Thierfelder schuf mit seiner Bearbeitung (11. Auflage 1953), die Menges Handexemplar der 10. Auflage mit zahlreichen Änderungen und Ergänzungen berücksichtigt, vor allem aber auf die noch stärker auf Lehr- und Lernzwecke zugeschnittene 7. Auflage (1900) zurückgreift, ein Lehrbuch, das Generationen von Lateinstudenten begleitet hat. Inzwischen wird Menges Repetitorium in einer im Jahr 2000 von Thorsten Burkard und Markus Schauer grundlegend überarbeiteten Fassung als Standardwerk an den Hochschulen verwendet. Viele Universitätsdozenten ziehen allerdings nach wie vor die von Andreas Thierfelder bearbeitete Fassung vor.

### Das Repetitorium der griechischen Syntax
1878 veröffentlichte Menge das Pendant seines Repetitoriums für den Griechischunterricht. Zwar erreichte das griechische Übungsbuch weder die Auflagenstärke noch die Bedeutung des lateinischen Repetitoriums innerhalb der Fachwissenschaft, stellt aber dennoch bis heute eine feste Größe in der akademischen Ausbildung dar.

## Werke (Auswahl)
- De praepositionum usu apud Aeschylum, Dissertation, Göttingen 1863.
- Repetitorium der lateinischen Syntax und Stilistik, 1873 (Ausgabe Wolfenbüttel 1900 digital); inzwischen von Thorsten Burkard und Markus Schauer neu bearbeitet unter dem Titel Lehrbuch der lateinischen Syntax und Semantik. Begründet von Hermann Menge, Darmstadt 2000 (62020).
- Repetitorium der griechischen Syntax, 1878; 10. Auflage, neu bearbeitet von Jürgen Wiesner, Darmstadt 1999.
- Geschichte der deutschen Litteratur mit besonderer Berücksichtigung der neuen und neusten Zeit im Umrisse bearbeitet, 2. durchweg verb. Aufl., Wolfenbüttel, Druck und Verlage von Julius Zwißler 1882 (3 Teile).
- Taschenwörterbuch der lateinischen und deutschen Sprache. I. Teil: Lateinisch-deutsch. Berlin-Schöneberg 1903.
- Taschenwörterbuch der griechischen und deutschen Sprache. I. Teil: Griechisch-deutsch. Berlin-Schöneberg 1903.
- Griechisch-deutsches Schulwörterbuch, mit besonderer Berücksichtigung der Etymologie, Berlin-Schöneberg 1903(ff.).
  - Bd. 1: Griechisch-Deutsch: eingeschränkte Vorschau in der Google-Buchsuche-USA.
  - Bd. 2: Deutsch-Griechisch: eingeschränkte Vorschau in der Google-Buchsuche-USA oder eingeschränkte Vorschau in der Google-Buchsuche-USA.
  - Bd. 3: Griechisches Namenwörterbuch: eingeschränkte Vorschau in der Google-Buchsuche-USA.
- Die Oden und Epoden des Horaz: für Freunde klassischer Bildung, besonders für die Primaner unserer Gymnasien, Darmstadt, Langenscheidtsche Verlagsbuchhandlung 1904.
- Lateinisch-deutsches Schulwörterbuch mit besonderer Berücksichtigung der Etymologie, Berlin-Schöneberg 1907.
- Das Neue Testament (Übersetzung), Braunschweig 1909.
- Wir fürchten nicht den Tod. Ein Wort des Trostes für alle, insbesondere für die Hinterbliebenen der im Felde Gefallenen. Leipzig 1915. (Digitalisat)
- Die Heilige Schrift Alten und Neuen Testaments (Übersetzung), Stuttgart 1926.
- Lateinische Synonymik, 7. Auflage, Heidelberg 1999.